# Estación de Saviñán
Estación de Saviñán vasútállomás Spanyolországban, Sabiñán településen a Madrid–Barcelona-vasútvonalon.

## Kapcsolódó állomások
A vasútállomáshoz az alábbi állomások vannak a legközelebb:
- Estación de Paracuellos-Saviñán
- Estación de Morés